# کم مایه (آلبوم)
کم مایه (به انگلیسی: Superficial) نخستین آلبوم استودیویی از بازیگر تلویزیونی هایدی مانتگ می‌باشد که در ۱۱ ژانویهٔ سال ۲۰۱۰ از سوی پرت پروداکشنز و گروه موسیقی وارنر منتشر گردید.

## فهرست ترانه‌ها
| فهرست ترانه‌های کم مایه | فهرست ترانه‌های کم مایه | فهرست ترانه‌های کم مایه              | فهرست ترانه‌های کم مایه |
| شماره                  | نام                    | نویسنده(ها)                         | مدت                    |
| ---------------------- | ---------------------- | ----------------------------------- | ---------------------- |
| ۱.                     | «ببین حالم چطوره»      | استیو مورالز کتی دنیس ریموند دیاز   | ۳:۲۸                   |
| ۲.                     | «سرتو بچرخون»          | مورالز دنیس کیثین پیتمن             | ۳:۳۷                   |
| ۳.                     | «طرفدار دو آتیشه»      | دنیس کریس روخاس کول کوجک            | ۳:۲۵                   |
| ۴.                     | «کم مایه»              | مورالز آتوزیو تاونز هارولد ست لوئیس | ۳:۰۸                   |
| ۵.                     | «هرچه بیشتر بهتر»      | مورالز ال‌پی ست لوئیس                | ۳:۰۵                   |
| ۶.                     | «یه نوشیدنی دیگه»      | مری براون رانرز داون ریچارد         | ۳:۳۷                   |
| ۷.                     | «شیطان صفت»            | سباستین جوکوم ال‌پی                  | ۳:۴۸                   |
| ۸.                     | «هی پسر»               | جوکوم ال‌پی                          | ۲:۵۴                   |
| ۹.                     | «رژهٔ افتخار من»        | جان استاری بن مک‌کراری ملانی دایان   | ۳:۲۳                   |
| ۱۰.                    | «خاموشی»               | دنیس روخاس تیلور مامسن              | ۳:۲۹                   |
| ۱۱.                    | «انجامش میدم»          | مورالز استیسی بارت پیتمن            | ۳:۳۰                   |
| ۱۲.                    | «دوست بدار یا رها کن»  | جوکوم ال‌پی                          | ۳:۰۰                   |
| مجموع مدت:             | مجموع مدت:             | مجموع مدت:                          | ۴۰:۳۰                  |